# Lindenstraße (soap opera)
Lindenstraße è una soap opera tedesca ideata da Hans W. Geißendörfer e prodotta dal 1985 al 2020 da Geißendörfer Film- und Fernsehproduktion (GFF) e Westdeutscher Rundfunk Köln: ispirata dalla soap opera britannica Coronation Street, è la prima soap opera tedesca della storia. Tra gli interpreti "storici", figurano Marie-Luise Marjan, Andrea Spatzek, Joachim Hermann Luger, Moritz A. Sachs, Annemarie Wendl, Hermes Hodolides, Jo Bolling e Inga Abel.
Della fiction, che veniva trasmessa con cadenza settimanale,  dall'emittente ARD 1 (Das Erste), sono andate in onda 1758 puntate della durata di 29 minuti ciascuna. Il primo episodio, intitolato Herzlich Willkommen, andò in onda in prima visione l'8 dicembre 1985; l'ultimo, intitolato Auf Wiedersehen, andò in onda il 29 marzo 2020.

## Trama
Al centro delle vicende vi è la famiglia Beimer, che abita in un condominio situato al nr. 3 della Lindenstraße, una via immaginaria di Monaco di Baviera. La famiglia Beimer è composta da Helga, dall'ex-marito Hans e dai loro figli Klaus, Benny e Marion.

## Produzione
- Ad ispirare la soap opera a Hans W. Geißendörfer furono, oltre che la soap opera britannica Coronotion Street, anche le proprie esperienze dell'infanzia, epoca in cui viveva in un appartamento multifamiliare[2]

## Crossover
- Die Fallers - Die SWR Schwarzwaldserie (1994)[2]